# Dokowanie

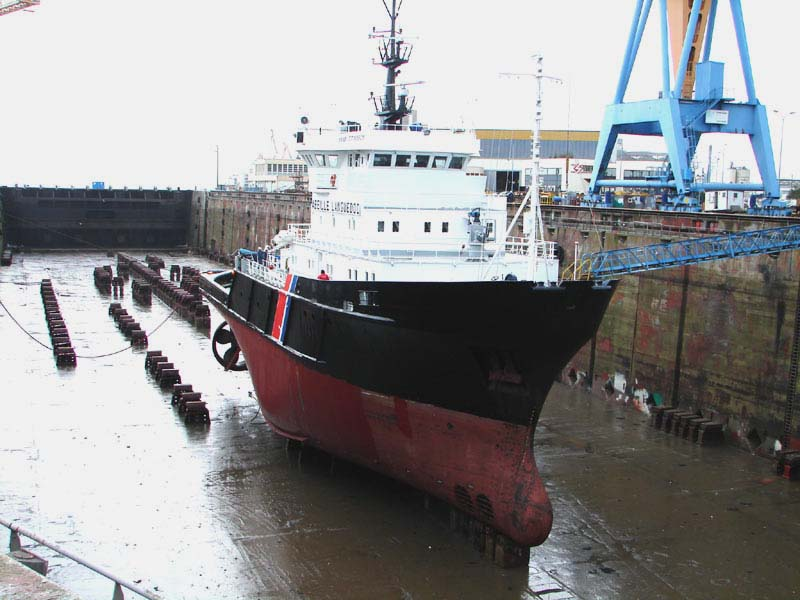
Holownik w suchym doku

Dokowanie – wprowadzenie i prawidłowe ustawienie jednostki pływającej w doku. 
Rozpoczyna się od przygotowania doku. Na dnie doku ustawia się, na podstawie planów statku kilbloki  w taki sposób, aby zapewniały równomierne podparcie statku i jednocześnie zapewniały dostęp do elementów wyposażenia takich jak kingstony, czujniki logu, echosondy, korki zbiorników dennych. Po przygotowaniu następuje zalanie lub zatopienie doku i wprowadzenie statku. Ze względu na wymaganą dużą dokładność (do kilkunastu centymetrów) statek ustawia się za pomocą jego własnych wind lub wciągarek doku.
W zależności od typu doku, następnymi czynnościami dokowania są: wypompowanie wody z doku suchego lub podniesienie doku pływającego (przez opróżnianie jego zbiorników balastowych). Ponieważ agregaty prądotwórcze większości statków są chłodzone z użyciem wody zaburtowej, w czasie osuszania doku muszą być zatrzymane a statek musi być podłączony do zasilania z lądu. W zależności od potrzeb, przepisów i możliwości podłącza się też wodę do celów pożarowych i ewentualnie sanitarnych, telefon, instalacje gazów technicznych itp. Ponieważ trap statku nie jest przystosowany do użycia w doku, montuje się specjalne trapy będące na wyposażeniu doku.
Dokowanie kończy się zabezpieczeniem statku według potrzeb np. przez założenie belek rozporowych.
Jeżeli zakres prac tego wymaga, można usunąć (wybić) niektóre kilbloki.